# NGC 6108
NGC 6108 ist eine 14,5 mag helle Balken-Spiralgalaxie mit aktivem Galaxienkern vom Hubble-Typ SBab im Sternbild Corona Borealis am Nordsternhimmel. Sie ist schätzungsweise 414 Millionen Lichtjahre von der Milchstraße entfernt und hat einen Durchmesser von etwa 135.000 Lichtjahren.
Im selben Himmelsareal befinden sich u. a. die Galaxien NGC 6107, NGC 6109, NGC 6110, NGC 6112.
Das Objekt wurde am 10. Juli 1880 von Édouard Stephan entdeckt.